# 我こそ勇者
『我こそ勇者』（われこそゆうしゃ、Robin Hoodwinked、1958年6月6日）はトムとジェリーの作品のひとつ。

## スタッフ
- 製作・監督 - ウィリアム・ハンナ　ジョセフ・バーベラ
- 作画 - ケネス･ミューズ　カール・ヴィンチ　ルイス・マーシャル　ジェームス・エスカランテ
- 背景 - ロバート・ジェントル
- レイアウト - ディック・ビッケンバック
- 音楽 - スコット・ブラッドリー

## 作品内容
舞台は中世のスコットランド。英雄・ロビン・フッドが代官に捕らわれの身になっていると知ったジェリーとタフィーは、早速彼の救助に向かった。
だが、牢の番をしていたのは傭兵のトム。鍵を盗み出して牢獄の扉を開けようとしたジェリー達に戦斧で襲い掛かる。2人は落とし穴に落とされ、鍵はトムが飲み込んでしまった。これで一安心、とばかりに大口開けて眠りこけるトム。
何とか這い出したジェリーとタフィー。鍵を取り出すべくタフィーはトムの体の中に潜入する。体内の異変を察知したトムはワインをがぶ飲みする。一方、体内でやっと鍵を発見したタフィーはそのワインのせいで酔いつぶれてしまう。それでも何とか喉から口の中まで戻るが、気が付いたトムはガッシリと歯を食いしばってタフィーを閉じ込める。酔って気が大きくなったタフィーはトムの歯を打ち砕いて脱出するのだった。
そして、ジェリーらは無事鍵を取り出し、ロビンの救出に成功。だが脱走の知らせに衛兵が方々から矢を射掛け、タフィーのおむつは矢に引っかかって遠くの木まで飛ばされてしまう。その後、ジェリーとタフィーは我らの勝利とロビンの救出を祝って歌いながら帰っていった。タフィーはまだ酔いが冷めないのか歌い終わるとしゃっくりした。

## 登場キャラクター
トム
牢の警備をする傭兵として登場。鍵を盗んでロビン・フッドが収監されている牢獄の扉を開けようとしたジェリーとタフィーを攻撃して落とし穴へ落とし、牢獄の鍵を自ら飲み込んで部外者に破られないようにする。だが寝ている隙にジェリーとタフィーに自身の体内へ侵入され、最後は自ら飲み込んだ鍵を取り出されてロビンの救出・脱走を許してしまう。
ジェリー
牢獄に収監されたロビン・フッドを救出すべく、タフィー牢屋の鍵を盗み、トムの攻撃をかわしてロビンを救出した。
タフィー
ジェリーに率いられて牢屋の鍵を盗み、トムの攻撃をかわしてロビン・フッドを救出。その後衛兵の矢に撃たれて木に吊るされるが、最後は撃たれた矢ごとジェリーに率いられて自らの勝利を祝った。
ロビン・フッド
スコットランドの英雄。代官に捕まり牢獄へ収監されるが、ジェリーとタフィーに救出された。
衛兵たち
ロビン・フッドを脱獄させたジェリーとタフィーを弓矢で攻撃した。

## 備考・その他
この話はハンナ＝バーベラ第1期作品におけるニブルスの最終登場話である。
この作品は第31回アカデミー賞最終候補まで残ったものの、受賞・ノミネートを逃している。